# Arnold Asplund
Arnold Asplund, född 26 september 1736 i Stockholm, död 12 januari 1815, var svensk präst.

## Biografi
Asplund var son till tunnbindaråldermannen i Stockholm Jonas Asplund. Han blev student vid Uppsala universitet 1754, magister 1758 och prästvigdes 1763. Han blev vikarierande rektor vid Jakobs skola i Stockholm 1759, kollega där 1761 och var vicepastor vid Finska kyrkan i Stockholm 1773–1775. 1774 blev Asplund rektor vid Jakobs skola, avlade pastoralexamen 1776 och blev samma år kyrkoherde i Ulrika Eleonora församling, en tjänst han tillträdde 1788. Asplund gjorde sig känd som en framstående predikare. En predikan över företrädaren som kyrkoherde i Ulrika Eleonora församling J. Nymanson framhölls av Thomas Thorild framhöll den i Den nya granskaren som ett exempel på den nya, mer städade predikoformen han vid denna tid såg växa fram.
Han tog 1777 säte i Stockholms stads konsistorium, blev ledamot av ecklesiastikberedningen 1788, riksdagsman 1789 och kyrkoherde i Klara församling 1789, där han tillträdde 1790. Asplund var även ledamot av kommittén för konsistoriernas och prästersket yttranden över ecklesiastikexpeditionens avlöning och behållande 1792, var deputerad vid jubelfesten i Uppsala 1793, ledamot av kommittén över rikets allmänna hushållning samma år och av ecklesiastik över rikets allmänna hushållning och av ecklesiastikkommittén samma år. 1797 blev han revisor i rikets ständers bank, fullmäktig i riksgäldskontoret 1806 och i rikets ständers bank 1809. 1809 blev Asplund även riksdagsledamot.
Aspulubd var medlem av Utile Dulci, av Pro Fide et Christianismo från 1771, bland annat som dess censor, av Uppfostringssällskapet från 1786 samt av theologico-homiletiska sällskapet från 1788. 1793 blev han teologie doktor, 1802 riddare av Nordstjärneorden samt 1812 jubelmagister vid Uppsala universitet. Han var ogift.

## Fotnoter
1. 1 2 3 4 5 6  Arnold Asplund, Svenskt biografiskt lexikon, Svenskt Biografiskt Lexikon-ID: 18899.[källa från Wikidata]
2. 1 2 3 4 5 6 7 8 9 10 11  Gunnar Hellström, Stockholms stads herdaminne från reformationen intill tillkomsten av Stockholms stift : Biografisk matrikel, 1951, s. 323-324, läst: 25 november 2021.[källa från Wikidata]
3. ↑  läs online, sok.riksarkivet.se , läst: 5 juli 2025.[källa från Wikidata]